# گاستون کایو
گاستون کایو (فرانسوی: Gaston Cailleux‎) قایقران قایق بادبانی اهل فرانسه بود.